# مش ألف ليلة وليلة (مسلسل)
مش الف ليلة وليلة هو مسلسل تم إنتاجه في مصر. بدأ عرضه في سنة 2010. كما بلغ عدد حلقاته 30 حلقة، وتبلغ مدة الحلقة الواحدة 45 دقيقة. المسلسل من تأليف وليد يوسف ، وهو من إخراج أحمد فوزي وأماني نجيب. تم بث المسلسل لأول مرة بتاريخ 11 أغسطس 2013.

## القصة
تدور أحداث المسلسل حول كتاب ألف ليلة وليلة حيث يعرض المؤلف حيلة جديدة يقع فيها "شهريار" بتدبير من زوجته "شهرزاد" التي رأت من خلال حلم تكرر معها أخبرتها العرافة أن الباقي لها مع زوجها يومان فقط وبعدها سوف تلقى نفس مصير سابقاتها من النساء، وهو ما يدفع بشهرزاد إلى شراء عدد كبير من الجواري، وتلتقي مع نساء الوزراء وتعقد معهم اتفاقية بأن تتدرب جميع النساء على فنون القتال حتى تتمكن من الإطاحة بشهريار قبل أن يتمكن هو ورجاله منهن.

## الشخصيات
- أشرف عبد الباقي
- ريهام عبد الغفور
- أحمد صفوت
- لطفي لبيب
- محمد حسنى
- حسن مصطفى
- يوسف داود
- فريال يوسف
- محمد نصر
- ريم صابوني
- فاروق فلوكس
- هدى الصيفى
- مظهر أبو النجا
- منير مكرم
- أيمن عزب
- خيرية أحمد
- حمدي السخاوي
- إنعام سالوسة
- عبير الشرقاوى
- أيمن الشيوى
- فلك نور
- محمود الجندي
- سناء شافع
- ضياء الميرغني
- مديحة حمدي
- أحمد راتب
- بسام رجب
- ميمي جمال
- منال زكى
- محمد علي الدين
- أميرة هانى
- محمود غريب
- محمد الأحمدي
- شهاب إبراهيم
- هدى ولي الله
- رباب ممتاز
- أحمد فوزي
- نهى لطفي
- كريم مغاورى
- لاميتا فرنجية
- وائل أبو السعود
- جلال الهجرسي
- نيرة عارف
- تامر محمود
- إيهاب إبراهيم
- محمد يوسف
- سعيد مختار
- محمد الدسوقي
- هايدي بركات
- محمد يحيى
- ايمان أبو الدهب
- عمر زيدان
- جورج زكري

## وصلات خارجية
http://www.elcinema.com/work/wk1630272/